# Taoudmout
Taoudmout est une commune de la wilaya de Sidi Bel Abbès en Algérie.

## Géographie

### Situation
| Tafissour            | Aïn El Hadjar (Saïda) | Aïn El Hadjar (Saïda) |
| Moulay Larbi (Saïda) | Taoudmout             | Moulay Larbi (Saïda)  |
| Moulay Larbi (Saïda) | Moulay Larbi (Saïda)  | Moulay Larbi (Saïda)  |

### Lieux-dits, hameaux, et quartiers[2]
Le territoire de la commune est composé des localités suivantes : Taoudmout, Boualoula, Sid Mohamed Bourebka, Moulay Abdelkader, Dega et de zones éparses.